# Tostedt
Tostedt település Németországban, azon belül Alsó-Szászország tartományban. Lakosainak száma 14 835 fő (2023. december 31.).

## Népesség
A település népességének változása:
| Lakosok száma | 13 555 | 13 895 | 13 816 | 13 832 | 14 206 | 14 578 | 14 835 |
|               | 2014   | 2016   | 2017   | 2019   | 2021   | 2022   | 2023   |